# Спарта (жіночий гандбольний клуб, Кривий Ріг)
«Спарта» — історичний український жіночий гандбольний клуб з міста Кривий Ріг. Триразовий чемпіон України.

## Історія
1984 року, в Кривому розі був створений гандбольний клуб під назвою «Рудана». З 1989 року команда стала грати в першій групі чемпіонату УРСР й добилася права брати участь у відбірковому циклі чемпіонату СРСР за вихід у першу лігу класу «А». В наступні роки криворіжський клуб виступав з перемінним успіхом. Розквіт розпочався на початку 2000-х років. У сезоні 2001-2002 криворіжська команда займає 4-е місце у вищій лізі(другий дивізіон) чемпіонату України. У сезоні 2003-2004, знову 4-е місце. Команда зміцніла, виробився почерк, гравці подорослішали.
У чемпіонаті України 2004-2005 років клуб вперше виборов бронзові медалі першості країни в другому дивізіоні. Дякуючи відмові двох перших команд перейти в Суперлігу (з фінансових мотивів), криворізький клуб отримав можливість виступати в Суперлізі національного чемпіонату(вищий дивізіон).
Сезон 2005-2006, який команда провела в Суперлізі — еліті українського гандболу, позначився впертою боротьбою «Вікам» зі всіма учасниками вищого дивізіону країни. Але на жаль, клуб не зміг втримати «прописку» у Суперлізі.
Чемпіонат України 2006-2007 років порадував не тільки тим, що команда пройшла його без єдиної поразки, ставши чемпіоном другої дивізіону країни–вищій лізі, але й приходом нового потужного спонсора — ЗАТ «Смарт-холдинг» в особі В. В. Новинського. Повернення у Суперлігу сприйняли як повернення не чергового аутсайдера, а навпаки — одного з фаворитів чемпіонату. Крім того, був створений новий клуб — ГК «Спарта» (президент І. Ю. Савченко, директор А. А. Прохода). У новому чемпіонаті перед командою ставилися високі цілі, але керівництво клубу було впевнене, що з таким кадровим потенціалом «Спарті» під силу втрутитися в боротьбу за медалі найвищої проби.
І ось довгоочікуваний результат: у сезоні 2008–2009 років, криворіжанки вперше в історії криворіжського гандболу, стали переможцями Суперліги, перейшовши таким чином в лігу чемпіонів Європи.
У наступних двох сезонах «Спарта» підтвердила свій статус чемпіонок країни.
На жаль, у наступних сезонах почався поступовий регрес. І в решті решт, «Спарта» — триразовий чемпіон України, зайнявшии в сезоні 2012–2013 останнє місце, покинула Суперлігу, а потім взагалі припинила своє існування.

## Назви
- «Рудана»: (1984—2006)
- «Смарт»: (2006—2008)
- «Спарта»: (2008—2014)

## Досягнення
- Чемпіонат України:
  -  Чемпіон (3): 2009, 2010, 2011